# 40 Guns to Apache Pass
40 Guns to Apache Pass (Brasil: Os Rifles da Desforra[carece de fontes?] ) é um filme estadunidense de 1967 do gênero faroeste, dirigido por William Witney e estrelado por Audie Murphy e Michael Burns.
Este é o último filme protagonizado por Murphy, numa carreira iniciada timidamente em 1948, no drama Beyond Glory.
As filmagens foram feitas um ano antes do lançamento nos cinemas e duraram apenas onze dias.

## Sinopse
Arizona, 1868. O Capitão Bruce Coburn está empenhado em prender Cochise, o chefe apache, que está na trilha da guerra contra os brancos. Coburn lidera seus homens na perigosa missão de buscar quarenta rifles de repetição, com os quais espera capturar o guerreiro indígena. Porém, além de emboscadas e ataques dos inimigos, Bruce ainda tem de enfrentar o traidor Bodine, um soldado que deseja apoderar-se das armas para vendê-las a Cochise.[carece de fontes?]

## Elenco
| Ator/Atriz       | Personagem           |
| ---------------- | -------------------- |
| Audie Murphy     | Capitão Bruce Coburn |
| Michael Burns    | Doug Malone          |
| Kenneth Tobey    | Bodine               |
| Laraine Stephens | Ellen Malone         |
| Robert Brubaker  | Sargento Walker      |
| Michael Blodgett | Mike Malone          |
| Michael Keep     | Cochise              |
| Kay Stewart      | Kate Malone          |